# Chaîne de Luang Prabang
La chaîne de Luang Prabang (en thaï : ทิวเขาหลวงพระบาง, prononcé [tʰīw kʰǎw lǔaŋ pʰráʔ bāːŋ]) est une chaîne de montagnes située à cheval sur le Nord-Ouest du Laos et le Nord de la Thaïlande. 
La majeure partie de la chaîne est située dans la province de Sayaboury (Laos), ainsi que dans les provinces de Nan et d'Uttaradit (Thaïlande), avec de petites parties dans les provinces de Phitsanulok et de Loei. Plusieurs rivières telles que les rivières Nan, Pua et Wa, prennent leur source dans cette chaîne. La cascade de Phu Fa, la plus grande et la plus haute cascade de la province de Nan, est également située dans ces montagnes. Cette chaîne fait partie de l'écorégion des forêts tropicales humides de montagne de Luang Prabang.
Géologiquement, sa composition est similaire à celle de la chaîne parallèle de Khun Tan et de la chaîne de Phi Pan Nam, toutes deux situées plus à l'ouest.

## Géographie
La chaîne de Luang Prabang est la plus orientale des hauts plateaux thaïlandais. Elle s'étend approximativement dans une direction nord/sud entre le Mékong et la rivière Nan. Son extrémité nord commence dans la région du district de Hongsa, une étendue du Laos près de Luang Prabang où le fleuve Mékong coule d'ouest en est ; son extrémité sud est à environ 260 km plus au sud, à l'extrémité ouest de la province de Loei en Thaïlande où commencent les montagnes de Phetchabun. Le point culminant de la chaîne est le Phu Soi Dao (en), à 2 120 m d'altitude. Les autres sommets de la chaîne sont le Phu Khe (en) (2 079 m), le Doi Phu Kha (1 980 m), le Doi Phu Wae (en) (1 837 m) et le Doi Phi Pan Nam (en) (1 745 m).
La végétation est composée de forêts sempervirentes de collines aux altitudes les plus élevées de la chaîne, et principalement de forêts sèches décidues en dessous de 1 000 m, avec une abondance de tecks, ce qui a entraîné une forte déforestation. Comme dans la plupart des chaînes de la région, une grande partie du couvert forestier d'origine a disparu en raison des pratiques agricoles itinérantes et de l'exploitation forestière illégale. La région serait un haut lieu de l'implication militaire dans le commerce du bois.
La chaîne de Luang Prabang est pratiquement dépourvue de routes carrossables du côté de la province de Sayaboury, où il n'existe qu'une seule route nord-sud s'étendant de Sayaboury, la capitale provinciale, jusqu'à la frontière thaïlandaise en face de la province thaïlandaise de Loei.

## Histoire
En 1904, la partie laotienne de la chaîne est cédée par le Siam à la colonie française d'Indochine. Après la guerre franco-thaïlandaise de 1941, elle est de nouveau annexée par la Thaïlande sous le nom de province de Lan Chang, mais retrouve son statut d'avant-guerre en 1946, à la suite de l'accord de Washington de 1946. 
Des communautés montagnardes vivent dans la chaîne, comme les Khmu et les Hmong, dont les villages tribaux sont situés de part et d'autre de la chaîne. Le Mékong ayant isolé Sayaboury des autres provinces laotiennes abritant des villages hmong, les conflits de la guerre civile, qui ont durement touché les autres communautés hmong du Laos, n'ont pas affecté les Hmong de la chaîne de Luang Prabang. La plupart des villages hmong de la province de Sayaboury n'ont connu aucun combat. Cependant, ils ont été persécutés par les Vietnamiens et les soldats du Pathet Lao, qui les considèrent comme des traîtres, et nombre d'entre eux ont donc fui de l'autre côté de la frontière. Des camps de réfugiés existent du côté thaïlandais de la chaîne.
La partie sud de la chaîne a été le théâtre de quelques affrontements entre décembre 1987 et février 1988, lorsque les forces thaïlandaises et laotiennes se sont livrées à des combats transfrontaliers. Connu sous le nom de conflit frontalier entre le Laos et la Thaïlande, ce bref conflit a été provoqué par un différend concernant la carte dressée par des géomètres français en 1907 pour délimiter les frontières entre le Siam et l'Indochine française. La Commission mixte de délimitation des frontières entre la Thaïlande et le Laos (CMD) est créée en 1996 pour clarifier la frontière de 1 810 kilomètres et régler la propriété des villages litigieux.

## Activités

### Tourisme
Du côté thaïlandais de la chaîne, des communautés hmong sont régulièrement visitées par des groupes touristiques organisés. La rivière Wa est une rivière populaire pour le rafting entre juillet et décembre. 

### Protection environnementale

#### Laos
La zone nationale de conservation de la biodiversité de Nam Phouy, une grande aire protégée du Laos abritant de nombreux éléphants sauvages, est située dans un secteur forestier proche de la frontière thaïlandaise. Le réservoir projeté du barrage de Lower Nam Phoun, cependant, se trouve en partie dans la zone nationale de conservation de la biodiversité de Nam Phouy et une grande partie de la zone protégée est amenée à être inondée.

#### Thaïlande
Le parc national de Khun Nan, le parc national de Doi Phu Kha, le parc national de Sinan, le parc national de Mae Charim, le parc national de Na Haeo, le parc national de Klong Tron, le parc national de Phu Suan Sai et le parc national de Phu Soi Dao sont situés du côté thaïlandais de la chaîne de Luang Prabang. Le sanctuaire de faune de Phu Miang-Phu Thong est une autre zone protégée du côté thaïlandais. 